# 18-я дивизия подводных лодок
18-я дивизия подводных лодок (18 ДиПЛ) — соединение подводных лодок Северного флота СССР и России, существовавшее в 1961—2010 годах. Дивизия специализировалась на использовании дизельных и атомных подводных лодок с баллистическими ракетами и за свою историю сменила на вооружении корабли проектов 629, 658 (и модификаций), 941 «Акула», дивизией были освоены комплексы баллистических ракет подводных лодок Д-2 (Р-13), Д-4 (Р-21), Д-5 (Р-27К), Д-9 (Р-29), Д-39 (Р-39), Д-30 (Р-30 «Булава»).

## История

### Проект 629

ПЛ проекта 629.
Длина 99 м,
водоизмещение 2200/2820 т,
три БРПЛ Р-13

9 июля 1961 года приказом Главкома ВМФ СССР на базе 140-й отдельной бригады, накапливавшей опыт запусков баллистических ракет и включавшей 15 дизель-электрических подводных лодок, были образованы 16-я и 18-я дивизии подводных лодок с базированием на губу Оленья и подчинением формируемой 12-й эскадре подводных лодок. 18-я дивизия получила четыре подводные лодки проекта 629 — К-61, К-107, К-113, К-118. В течение года за счёт вводимых в строй новых кораблей число подводных лодок в дивизии достигло 9, и весь первый период истории дивизии связан с их освоением и эксплуатацией.
В разные годы в состав дивизии входили плавбазы «В. Вересовой», «Дмитрий Галкин», «Фёдор Видяев», «Тобол», «Атрек» плавучие казармы ПКЗ-81, ПКЗ-113. Кроме штатных экипажей в дивизии был сформирован 285-й экипаж подводной лодки проекта 629, не привязанный к конкретному кораблю. Позже, к 1967 году, были сформированы также 283-й и 284-й экипажи подводной лодки проекта 629А, однако всего через год они были переведены в 16-ю дивизию. В 1962 году дивизия передана в состав формирующейся для базирования на Кубе 20-й эскадры подводных лодок, причём некоторые корабли при этом подчинялись непосредственно командованию эскадры. В 1963 году 18-я ДиПЛ зачислена обратно в 12-ю эскадру.
Начиная с 1964 года средние ремонты нескольких кораблей дивизии сопровождались модернизацией на МП «Звёздочка» по проекту 629А с установкой ракетного комплекса Д-4, включавшего три ракеты Р-21 с подводным стартом и возросшей с 600 до 1400 км дальностью стрельбы. Первой на переоборудование была направлена К-88, повреждённая при попытке стрельбы из-за неисправности двигателя ракеты, за ней последовали К-36 и К-91. В 1967 году вышла директива Генштаба ВМФ, согласно которой начинается перевооружение 18-й дивизии с ДПЛ проекта 629(А) на АПЛ проекта 658М с аналогичным ракетным оружием.
| Наименование         | Модификация | Предыдущая служба       | Период в строю | Дальнейшая служба        |
| -------------------- | ----------- | ----------------------- | -------------- | ------------------------ |
| К-61 (Б-29, Б-167)   | 629         | Переданы из 140-й ОБрПЛ | 1961—1967      | Переданы в 16-ю ДиПЛ     |
| К-107 (Б-125, Б-160) | 629         | Переданы из 140-й ОБрПЛ | 1961—1968      | Переданы в 16-ю ДиПЛ     |
| К-113 (Б-146, Б-113) | 629         | Переданы из 140-й ОБрПЛ | 1961—1968      | Переданы в 16-ю ДиПЛ     |
| К-118 (Б-149, Б-118) | 629         | Переданы из 140-й ОБрПЛ | 1961—1968      | Переданы в 16-ю ДиПЛ     |
| К-118 (Б-149, Б-118) | 601         | Передана из 13-й ДиПЛ   | 1978—1981      | Передана в 41-ю ДиПЛ     |
| К-36 (Б-26, Б-106)   | 629А        | Построены («Севмаш»)    | 1961—1968      | Переданы в 29-ю ДиПЛ ТОФ |
| К-91 (Б-48, Б-91)    | 629А        | Построены («Севмаш»)    | 1961—1968      | Переданы в 29-ю ДиПЛ ТОФ |
| К-93 (Б-93)          | 629         | Построены («Севмаш»)    | 1961—1968      | Переданы в 16-ю ДиПЛ     |
| К-110 (Б-110)        | 629         | Построены («Севмаш»)    | 1961—1969      | Переданы в 16-ю ДиПЛ     |
| К-153 (Б-153)        | 629         | Построены («Севмаш»)    | 1961—1968      | Переданы в 16-ю ДиПЛ     |
| К-88 (Б-45, Б-183)   | 629А        | Передана из 16-й ДиПЛ   | 1964—1968      | Переданы в 16-ю ДиПЛ     |
| К-102 (Б-121, Б-102) | 605         | Передана из 16-й ДиПЛ   | 1968—1975      | Переданы в 16-ю ДиПЛ     |
| К-102 (Б-121, Б-102) | 605         | Передана из 31-й ДиПЛ   | 1978—1981      | Передана в 41-ю ДиПЛ     |

### Проект 658М

ПЛ проекта 658М.
Длина 114 м,
водоизмещение 4040/5300 т
три БРПЛ Р-21

ПЛ К-145 проекта 701.
Длина 130 м,
водоизмещение 4971 т
шесть БРПЛ Р-29

ПЛ К-102 проекта 605.
Длина 116 м,
водоизмещение 3642 т,
четыре БРПЛ Р-27К

ПЛ Б-118 проекта 601.
Длина 118 м,
водоизмещение 4160 т,
шесть БРПЛ Р-29

В 1968 году велись работы по передаче подводных лодок проекта 629(А) в другие соединения. Две модернизированные лодки проекта 629А, К-36 и К-91, были переведены Северным морским путём в составе экспедиции ЭОН-78 на Тихоокеанский флот, остальные корабли (проекта 629) получила 16-я дивизия. Взамен в течение 1968—1969 года из 31-й дивизии были получены шесть атомных подводных лодок проекта 658М и четыре отдельных экипажа — 45-й, 185-й, 260-й и 345-й. В составе дивизии эти экипажи были привязаны к конкретным кораблям и получили наименования, соответственно: К-19-2, К-16-2, К-40-2, К-149-2. В число передаваемых АПЛ входила К-55, однако впоследствии она была переведена на Тихоокеанский флот, а в состав дивизии вместо неё включили К-145, переоборудованную на «Севмаше» по проекту 701. Эта лодка получила на вооружение шесть баллистических ракет перспективного ракетного комплекса Р-29 в ограждении рубки и использовалась в испытательных целях для приёмки ракетного комплекса на вооружение. В дальнейшем ракеты Р-29 поступили на вооружение АПЛ второго поколения проектов 667Б «Мурена» и 667БД «Мурена-М». Вторым опытно-боевым кораблём в составе дивизии в этот период являлась дизель-электрическая К-102, переоборудованная на «Севмаше» по проекту 605 и получившая 4 баллистические ракеты Р-27К. В этот же период были получены плавбаза подводных лодок проекта 233К «Атрек» и плавказарма ПКЗ-17. С 1971 года дивизия передана 3-й флотилии.
24 февраля 1972 года на находившейся в Атлантике К-19 (на борту экипаж К-40-2) произошёл пожар в 9 отсеке. Непосредственно при пожаре погибло 28 человек, ещё двое, из других экипажей — во время спасательной операции. 12 подводников остались в изолированном 10 отсеке и были эвакуированы только 18 марта, выжив в полной темноте на аварийных запасах. Вскоре после этого был расформирован экипаж К-19-2, а к 1975 году расформированы и остававшиеся три вторых экипажа, взамен был передан с Тихоокеанского флота 250-й экипаж, служивший в составе дивизии до 1981 года.
С 1976 года 18-я ДиПЛ перебазирована из Гаджиево в Гремиху и передана в состав 11-й флотилии. В 1975 году К-102 была перечислена в 16-ю дивизию, но в 1978 году возвращена в 18-ю ДиПЛ, причём вместе с опытовой и ранее уже входившей в состав дивизии Б-118, на этот раз вооружённой шестью ракетами Р-29, аналогично атомной К-145.
| Наименование                  | Модификация | Предыдущая служба     | Период в строю | Дальнейшая служба                                            |
| ----------------------------- | ----------- | --------------------- | -------------- | ------------------------------------------------------------ |
| К-16                          | 658М, 658У  | Переданы из 31-й ДиПЛ | 1968-1985      | Переданы в 17-ю ДиПЛ                                         |
| К-40                          | 658М        | Переданы из 31-й ДиПЛ | 1968-1984      | Переданы в 17-ю ДиПЛ                                         |
| К-33 (К-54)                   | 658М, 658У  | Переданы из 31-й ДиПЛ | 1968-1984      | Переданы в 17-ю ДиПЛ                                         |
| К-149 «Украинский комсомолец» | 658М        | Переданы из 31-й ДиПЛ | 1968-1984      | Передана в 46-ю ОБрПЛ, где использовалась для испытания СОКС |
| К-145                         | 701         | Переданы из 31-й ДиПЛ | 1968-1982      | Передана в 41-ю ДиПЛ                                         |
| КС-19                         | 658С        | Переданы из 31-й ДиПЛ | 1969-1983      | Передана в 7-ю ДиПЛ                                          |

### Проект 941 «Акула»

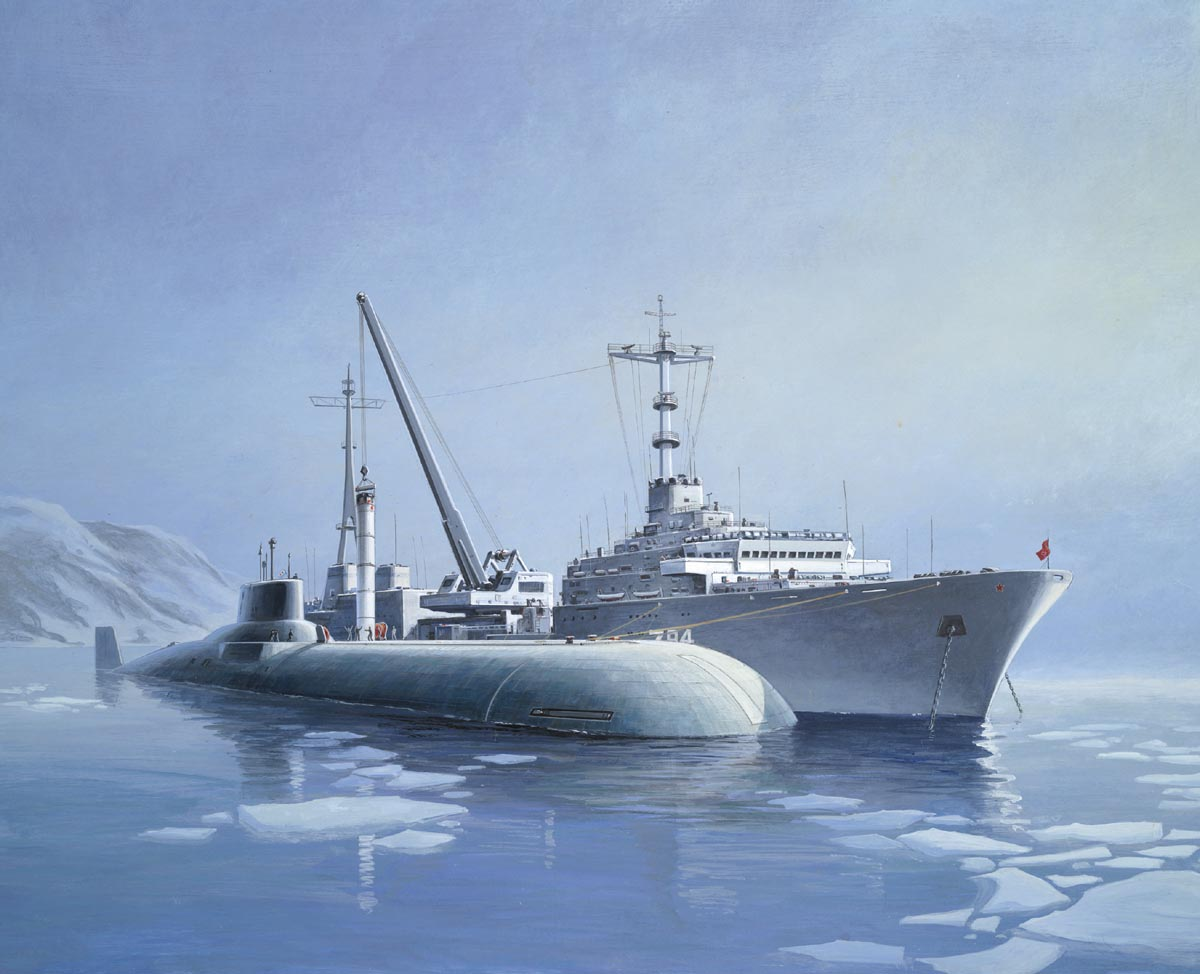
«Акула» и «Александр Брыкин», иллюстрация из журнала The Threat in the 1980’s

В 1976 году сформирован первый экипаж строящегося ТК-208 (командир капитан 1-го ранга А. В. Ольховиков). В 1981 году дивизия перебазирована из Гремихи в бухту Нерпичья, Заозёрск и передана 1-й флотилии. При этом, по воспоминаниям А. В. Ольховикова, в Нерпичью прибыли несколько АПЛ проекта 658, в очень скором времени отправившиеся обратно в Гремиху на отстой перед утилизацией.
В 1981—1989 годах от промышленности были приняты все шесть построенных АПЛ проекта 941 «Акула». Для каждой из них были сформированы два экипажа и один технический экипаж. Для обслуживания подводных лодок был специально построен морской транспорт вооружений «Александр Брыкин», способный перевозить 16 баллистических ракет и самостоятельно перегружать их. Вместе со вводом в строй этих новейших и мощнейших кораблей было запланировано комплексное строительство инфраструктуры для их базирования и были выделены на это средства. Согласно генплану база должна была получить новые казармы, здание штаба и учебного центра, спорткомплекс, ряд причалов, а в скале планировалось вырубить цех для хранения и подготовки ракет с погрузочным причалом и краном, с другой стороны к скале должна была подходить транспортная железнодорожная ветка. Все обязательства по обустройству базы взял на себя военно-морской флот, но выполнить их в целом не смог.
В 1988 году ТК-208 встал на ремонт с переоборудованием под перспективную ракету Р-39УТТХ «Барк».
В 1991 году в резерв был выведен ТК-202, с 1996 года в резерве ТК-12, с 1997 года — ТК-13. В 2005—2009 годах эти три корабля были утилизированы.
К 2005 году в резерв также были выведены ТК-17 и ТК-20. В строю оставался только ТК-208, модернизированный в 1988—1999 годах по проекту 941УМ для испытания ракеты Р-30 «Булава».
В 2010 году ТК-208, ТК-17 и ТК-20 переданы в 339-ю отдельную бригаду подводных лодок Беломорской военно-морской базы (Северодвинск), а 18-я дивизия была расформирована.
| Наименование             | Модификация | Предыдущая служба    | Период в строю | Дальнейшая служба                                      |
| ------------------------ | ----------- | -------------------- | -------------- | ------------------------------------------------------ |
| ТК-208 «Дмитрий Донской» | 941, 941УМ  | Построены («Севмаш») | 1982-2010      | Передан в 339-ю БрПЛ (Северодвинск)                    |
| ТК-202                   | 941         | Построены («Севмаш») | 1983-1991      | Утилизирован в 2005                                    |
| ТК-12                    | 941         | Построены («Севмаш») | 1984-1996      | Утилизирован в 2007                                    |
| ТК-13                    | 941         | Построены («Севмаш») | 1985-1998      | Утилизирован в 2009                                    |
| ТК-17 «Архангельск»      | 941         | Построены («Севмаш») | 1987-2010      | В резерве с 2005, переданы в 339-ю БрПЛ (Северодвинск) |
| ТК-20 «Северсталь»       | 941         | Построены («Севмаш») | 1989-2010      | В резерве с 2005, переданы в 339-ю БрПЛ (Северодвинск) |

## Командиры
- 1961—1964: контр-адмирал Пархомюк Иван Лазаревич
- 1964—1969: контр-адмирал Усков Иван Фёдорович
- 1969—1973: контр-адмирал Борисеев Николай Сергеевич
- 1973—1975: капитан 1-го ранга Павлов, Анатолий Иванович
- 1975—1979: контр-адмирал Зембовский Евгений Иванович
- 1979—1985: контр-адмирал Пивнев Юрий Степанович
- 1985—1986: капитан 1-го ранга Долотов Алексей Иванович
- 1986—1989: контр-адмирал Ольховиков, Александр Васильевич
- 1989—1992: контр-адмирал Иванов Валерий Владимирович
- 1992—1994: контр-адмирал Сучков Владимир Лениславович
- 1994—1998: контр-адмирал Домнин Владимир Иванович
- 1998—2001: контр-адмирал Федорин Виталий Михайлович
- 2001—2005: контр-адмирал Ильиных Михаил Васильевич
- 2005—2007: контр-адмирал Ткачёв Андрей Владимирович
- 2007: капитан 1-го ранга Банных Михаил Владимирович
- 2008—2010: капитан 1-го ранга Лиина, Виктор Николаевич